# Deuterophlebia nielsoni
Deuterophlebia nielsoni is een muggensoort uit de familie van de Deuterophlebiidae. De wetenschappelijke naam van de soort is voor het eerst geldig gepubliceerd in 1958 door Kennedy.